# Росада, Ариэль
Ариэ́ль Хавье́р Роса́да (исп. Ariel Javier Rosada; родился 11 апреля 1978 в городке Кампана, провинция Буэнос-Айрес) — аргентинский футболист.

## Биография
Росада начал карьеру в молодёжной команде «Боки» в 1995 году и дебютировал за основу год спустя. В 1998 году он уехал играть в чемпионат Голландии в клуб АЗ из Алкмара, но выступал лишь за молодёжный состав команды, а через год вернулся в «Боку». Не находя твёрдого места в звёздном составе «Боки», Росада принял решение перейти в более скромную «Чакариту Хуниорс», за которую выступал в последующие четыре сезона.
Возвращение в элитный дивизион Аргентины для игрока наступило с переходом в «Ньюэллс Олд Бойз» из Росарио в 2003 году. Спустя два года он стал игроком «Толуки», в составе которой выиграл чемпионат Мексики. В 2008—2009 гг. Росада выступал во Втором дивизионе чемпионата Испании за «Сельту». Летом 2009 года он был взят в арену у «Сельты» родной «Бокой». Завершил карьеру футболиста по окончании сезона 2012/13 в команде «Вилья-Дальмине».

## Титулы
- Чемпион Аргентины (3): 1998 (Апертура), 1999 (Клаусура), 2004 (А)
- Чемпион Мексики (1): 2005 (Апертура)